# スタッファルダの戦い
スタッファルダの戦い（スタッファルダのたたかい、英語: Battle of Staffarda）は大同盟戦争中の1690年8月18日、サヴォイア公国のスタッファルダで行われた戦闘。スタッファルダの戦いはサヴォイア公ヴィットーリオ・アメデーオ2世が同年にアウクスブルク同盟に加入した以降、大同盟戦争のイタリア戦役における大規模な戦闘としては初だった。戦闘はニコラ・カティナ率いるフランス軍の勝利に終わり、カティナはそのままピエモンテ地方の砦を次々と落とした。サヴォイア公国もほぼ全土が占領されたが、疫病、歩兵の不足、そして補給の問題により、フランス王ルイ14世が望んだサヴォイア首都トリノの包囲はできなかった。

## 背景
大同盟戦争の3年目となる1690年、主戦場のスペイン領ネーデルラントではオランダ軍がイングランド軍の助力を借りて（スペイン軍からの援助は少なかった）戦っていた。ライン川沿岸では主にドイツ諸侯の軍勢がフランス軍に戦っていたが、最終的にはネーデルラントと同じく、決定的な結果とはならない。同盟軍が「我らが入れる[...]程度の大きさの、フランスへの[...]門」を開かせる望みを持てるのは、イタリア戦役であった。

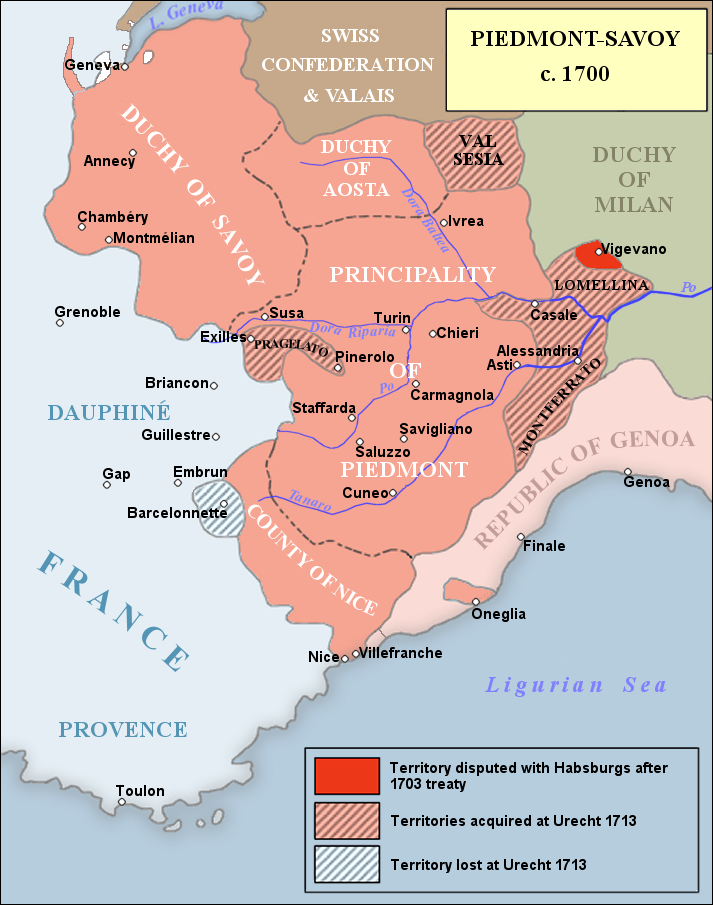
1690年時点でのヴィットーリオ・アメデーオ2世の領土はニース伯領、サヴォイア公国、そして首都のトリノを含むピエモンテ公国に分かれていた。

サヴォイア公ヴィットーリオ・アメデーオ2世の領土はニース伯領、サヴォイア公国、アオスタ公国、そしてピエモンテ公国に分かれていた。ニース伯領はアルプス山脈が地中海の海辺になっている部分であり、サヴォイア公国はフランスのドーフィネ県と隣接していたアルプス山脈の部分にあたり、ピエモンテ公国は首都のトリノを含め人口が最も多く、最も重要な地域であり、ポー平原とアルプス山脈の山麓を繋げていた。
フランス王ルイ14世にはサヴォイアをフランスの格下に見る向きがあった。ヴィットーリオ・アメデーオ2世は常に独立を維持しようとしていたが、度々フランス王に従わなければならない封臣に成り下がっていた。大同盟戦争が勃発する以前にフランス軍がイタリアの要塞2箇所駐留しており、1つは西のピネローロで、1631年のケラスコ条約に違反して占領した以降50年ほど経っていた。もう1つはカザーレであり、1681年にマントヴァ公爵フェルディナンド・カルロが100万リーブルと年金6万リーブルでルイ14世に売却していた。
1690年初、ヴィットーリオ・アメデーオ2世はまだ反仏の立場を明らかにしていなかった。彼の軍は小規模であり（1690年初の時点では8千人程度）、フランスに侮られていたが、ルイ14世はサヴォイアをフランスの勢力圏に置く重要性に気づいていた。フランスはヴィットーリオ・アメデーオ2世の主権を無視して要求を突き付けた。その要求とはヴィットーリオ・アメデーオ2世が自軍の半分近くにあたる歩兵2千と竜騎兵3個連隊をフランス軍への援軍としてスペイン領ネーデルラントに派遣するか、それをニコラ・カティナの軍勢と合流してスペイン領ミラノ公国を攻撃することだった。さらに、カティナにトリノ城とポー川下流のヴェッルーアを引き渡すことも要求された。フランス陸軍大臣ルーヴォワ侯爵はもしヴィットーリオ・アメデーオ2世が要求を断った場合、「一生覚えられるよう懲罰される」と述べた。
フランスの要求はサヴォイアの独立を侵害するものであり、その脅しは逆効果となった。1690初夏にはヴィットーリオ・アメデーオ2世がフランスに立ち向かう必要を悟り、アウクスブルク同盟への加入を模索した。しかし、彼も同盟への加入に条件を付けた。彼はサヴォイア家とマントヴァ公家のモンフェッラート公国をめぐる争いを持ち出して、カザーレを完全に破壊することを最低限の条件とした。またサヴォイアが同盟側に立って参戦する必須条件としてピネローロの割譲を要求、ドーフィネの領土の一部を得ることも求めた。ヴィットーリオ・アメデーオ2世は急いで戦争の準備を行い、イングランドとスペインからの資金援助をめぐる交渉の後、6月4日に正式に対仏宣戦した。

## 戦闘
7月、カティナはピエモンテにおけるフランス軍約1万2千人の指揮を執った。一方、ヴィットーリオ・アメデーオ2世はスペインの援軍1万がミラノから派遣され、プリンツ・オイゲンから帝国軍5千の派遣を承諾された。さらに、それ以前にルイ14世とヴィットーリオ・アメデーオ2世に迫害されたプロテスタントのヴァルド派がヴィットーリオ・アメデーオ2世と和解、自分の土地を守るために武器を手に取り、フランス軍には何の容赦もしなかった。
ルイ14世はヴィットーリオ・アメデーオ2世を罰するべく、カティナにサヴォイアとピエモンテ平原の広い地域を焼き討ちにし、その人民に重い負担を負わせるよう命じた。現地民は抵抗しようとしたが、武器を手に持っているところを見られた人を全て絞首刑に処することで対応された。しかし、カティナが派遣した、フキエール侯爵率いる1,200人はルゼルナに向かったが敗れ、600人を失ってルゼルナを放棄した。
カティナの軍勢がピエモンテの平原を行軍する最中、サン＝ルート侯爵はサヴォイア公国の大半を占領、サヴォイア軍を敗走させた。グルノーブルから北60キロメートルにも満たないモンメリアンのみがサヴォイア軍の手に残った。サヴォイアの重要性はピエモンテより遥かに下ではあったが、その損失は大きく、アウクスブルク同盟のフランス侵攻をさらに困難にした。フランス軍の破壊と侮辱を止める窮余の策として、ヴィットーリオ・アメデーオ2世はプリンツ・オイゲンの助言を聞き入れず、自軍とスペイン軍だけでフランス軍と戦うことにした。彼はフキエールがすでに敗れたと考え、フランス軍が弱っている間に攻撃しようとして、ヴィッラフランカの軍営から離れてカティナの軍勢の包囲に移った。
カティナはカヴールから離れて南へ進軍、サルッツォを占領しようとした。ヴィットーリオ・アメデーオ2世がカティナを止めるべく進軍した結果、両軍は8月18日にスタッファルダの修道院で激突した。沼地や垣根などの障害物がサヴォイア軍の戦列を守ったが、やがてフランス軍はそれを突破、サヴォイア軍に勝利した。プリンツ・オイゲンの指揮するサヴォイア騎兵と彼の紀律を保った撤退のみが同盟軍を壊滅の災難から救った。ヴィットーリオ・アメデーオ2世は死傷者2,800人、捕虜1,200人の損害を被り、大砲12門のうち11門を失った。カティナの損害は約2千人だった。

## その後
その後、カティナはサルッツォ、サヴィリアーノ、フォッサーノを落とした。ヴィットーリオ・アメデーオ2世の領土の多くが軍事占領されてフランス軍にお金を支払わなければならず、ヴィットーリオ・アメデーオ2世が払わないよう命じたチェレゾーレなどは焼き討ちにされた。プリンツ・オイゲン率いる帝国軍がようやくピエモンテに到着したころにはスペイン軍が動こうとしなかったため何もできなかった。オイゲンは「彼らは何もしたくない」とこぼした。そのため、彼は小規模な襲撃しか行えなかったが、9月に行われたとある襲撃では大トルコ戦争での残虐さに慣れきっていた帝国軍がフランス軍の捕虜200人を去勢したのち殺害するのを阻止できなかった。
カティナは続いてドーフィネのブリアンソンとの連絡線を支配していたスーザの要塞に向かい、11月11日に攻城戦を開始、2日後に降伏させた。しかし、カザーレとの連絡を確保するために計画されたトリノやアスティ地域およびピエモンテ南東部の占領は補給と連絡の問題、人員不足、疫病の流行により中止された。フランス軍は荒廃したピエモンテの資源では維持できず、サヴォイア、ドーフィネとプロヴァンスで冬営に入ることを余儀なくされた。一方、オイゲンの帝国軍はモンフェッラートで冬営に入り、その親仏的な統治者であるマントヴァ公を狼狽させた。